# Кейта Бальде
Кейта́ Бальде́ Діао́ (ісп. Keita Baldé Diao, нар. 8 березня 1995, Арбусьєс), відомий як Кейта — сенегальський та іспанський футболіст, нападник італійського клубу «Монца».

## Клубна кар'єра
Народився в селищі Арбусьєєс (Каталонія) в родині вихідців із Сенегалу. Вихованець академії «Барселони». З 2011 року продовжував займатися футболом в Італії, в молодіжних командах «Лаціо».
У дорослому футболі дебютував 2013 року виступами за гоовну команду «Лаціо», де попри молодий вік став регулярно залучатися до основного складу. Протягом наступних чотирьох сезонів провів за римську комнаду 137 матчів в усіх турнірах, у тому числі 110 ігор в чемпіонаті.
29 серпня 2017 року уклав п'ятирічний контракт з «Монако», якому перехід нападника обійшовся у 30 мільйонів євро. Протягом першого сезону в складі «Монако» здебільшого виходив на поле в основному складі команди та був одним з головних бомбардирів команди, маючи середню результативність на рівні 0,35 голу за гру першості.
Сезон 2018/19 провів на правах оренди в складі клубу «Інтернаціонале». За «нераззуррі» відіграв 24 матчі в національному чемпіонаті.
Після оренди повернувся до «Монако», де знову став гравцем основного складу, але з нижчою результативністю: 4 голи в 21 матчі чемпіонату.
30 вересня 2020 року повернувся до Італії, де також на умовах оренди приєднався до «Сампдорії», де провів сезон 2020/21.
31 серпня 2021 року перейшов до «Кальярі», з яким уклав трирічний контракт.

## Виступи за збірну
Попри можливість захищати на рівні збірних кольори Іспанії, 2016 року погодився грати за збірну Сенегалу. У її складі був учасником Кубка африканських націй 2017 року.
Наступного року брав участь у чемпіонаті світу 2018 року, в рамках якого виходив на поле в одній грі.
Ще за рік став у складі сенегальської збірної фіналістом Кубка африканських націй 2019, взявши участь у п'яти іграх турніру, включаючи фінальну гру, в якій його команда мінімально поступилася збірній Алжиру.
| Дата       | Місто        | Господарі        | Результат               | Гості          | Турнір                                        | Голи | Примітки |
| ---------- | ------------ | ---------------- | ----------------------- | -------------- | --------------------------------------------- | ---- | -------- |
| 26-3-2016  | Дакар        | Сенегал          | 2 – 0                   | Нігер          | Відбір до Кубка африканських націй 2017       | -    | 84' 90'  |
| 29-3-2016  | Ніамей       | Нігер            | 1 – 2                   | Сенегал        | Відбір до Кубка африканських націй 2017       | -    | 60'      |
| 28-5-2016  | Кігалі       | Руанда           | 0 – 2                   | Сенегал        | товариський матч                              | -    |          |
| 3-9-2016   | Дакар        | Сенегал          | 2 – 0                   | Намібія        | Відбір до Кубка африканських націй 2017       | 1    | 84'      |
| 8-10-2016  | Дакар        | Сенегал          | 2 – 0                   | Кабо-Верде     | Відбір до ЧС 2018                             | 1    |          |
| 12-11-2016 | Полокване    | ПАР              | 2 – 1                   | Сенегал        | Відбір до ЧС 2018                             | -    |          |
| 8-1-2017   | Браззавіль   | Лівія            | 1 – 2                   | Сенегал        | товариський матч                              | -    | 72'      |
| 11-1-2017  | Браззавіль   | Республіка Конго | 0 – 2                   | Сенегал        | товариський матч                              | 1    | 62'      |
| 15-1-2017  | Франсвіль    | Туніс            | 0 – 2                   | Сенегал        | Кубок африканських націй 2017 - груповий етап | -    | 62'      |
| 19-1-2017  | Франсвіль    | Сенегал          | 2 – 0                   | Зімбабве       | Кубок африканських націй 2017 - груповий етап | -    |          |
| 23-1-2017  | Франсвіль    | Сенегал          | 2 – 2                   | Алжир          | Кубок африканських націй 2017 - груповий етап | -    | 90+4'    |
| 29-1-2017  | Франсвіль    | Сенегал          | 0 – 0 д.ч. (4 - 5 п.п.) | Камерун        | Кубок африканських націй 2017 - чвертьфінал   | -    |          |
| 27-3-2017  | Париж        | Кот-д'Івуар      | 1 – 1                   | Сенегал        | товариський матч                              | -    | 74'      |
| 2-9-2017   | Дакар        | Сенегал          | 0 – 0                   | Буркіна-Фасо   | Відбір до ЧС 2018                             | -    | 66'      |
| 5-9-2017   | Уагадугу     | Буркіна-Фасо     | 2 – 2                   | Сенегал        | Відбір до ЧС 2018                             | -    | 77'      |
| 7-10-2017  | Прая         | Кабо-Верде       | 0 – 2                   | Сенегал        | Відбір до ЧС 2018                             | -    | 82'      |
| 31-5-2018  | Люксембург   | Люксембург       | 0 – 0                   | Сенегал        | товариський матч                              | -    | 46'      |
| 8-6-2018   | Осієк        | Хорватія         | 2 – 1                   | Сенегал        | товариський матч                              | -    | 63'      |
| 11-6-2018  | Гредіг       | Сенегал          | 2 – 0                   | Південна Корея | товариський матч                              | -    | 63'      |
| 28-6-2018  | Самара       | Сенегал          | 0 – 1                   | Колумбія       | ЧС 2018 - груповий етап                       | -    | 80'      |
| 9-9-2018   | Антананаріву | Мадагаскар       | 2 – 2                   | Сенегал        | Відбір до Кубка африканських націй 2019       | 1    | 62' 85'  |
| 13-10-2018 | Дакар        | Сенегал          | 3 – 0                   | Судан          | Відбір до Кубка африканських націй 2019       | -    |          |
| 16-10-2018 | Хартум       | Судан            | 0 – 1                   | Сенегал        | Відбір до Кубка африканських націй 2019       | -    | 69'      |
| 26-3-2019  | Дакар        | Сенегал          | 2 – 1                   | Малі           | товариський матч                              | -    | 56'      |
| 16-6-2019  | Ісмаїлія     | Сенегал          | 1 – 0                   | Нігерія        | товариський матч                              | -    |          |
| 23-6-2019  | Каїр         | Сенегал          | 2 – 0                   | Танзанія       | Кубок африканських націй 2019 - груповий етап | 1    | 73'      |
| 27-6-2019  | Каїр         | Сенегал          | 0 – 1                   | Алжир          | Кубок африканських націй 2019 - груповий етап | -    | 39' 63'  |
| 5-7-2019   | Каїр         | Уганда           | 0 – 1                   | Сенегал        | Кубок африканських націй 2019 - 1/8 фіналу    | -    | 81'      |
| 10-7-2019  | Каїр         | Сенегал          | 1 – 0                   | Бенін          | Кубок африканських націй 2019 - чвертьфінал   | -    | 65'      |
| 19-7-2019  | Каїр         | Сенегал          | 0 – 1                   | Алжир          | Кубок африканських націй 2019 - фінал         | -    | 85'      |
| 26-3-2021  | Браззавіль   | Республіка Конго | 0 – 0                   | Сенегал        | Відбір до Кубка африканських націй 2021       | -    | 65'      |
| 30-3-2021  | Дакар        | Сенегал          | 1 – 1                   | Есватіні       | Відбір до Кубка африканських націй 2021       | -    | 65'      |
| 5-6-2021   | Тієс         | Сенегал          | 3 – 1                   | Замбія         | товариський матч                              | -    | 66'      |
| 8-6-2021   | Тієс         | Сенегал          | 2 – 0                   | Кабо-Верде     | товариський матч                              | -    | 71' 90'  |
| 9-10-2021  | Тієс         | Сенегал          | 4 – 1                   | Намібія        | Відбір до ЧС 2022                             | 1    | 50'      |
| 12-10-2021 | Совето       | Намібія          | 1 – 3                   | Сенегал        | Відбір до ЧС 2022                             | -    | 68'      |
| 10-1-2022  | Бафусам      | Сенегал          | 1 – 0                   | Зімбабве       | Кубок африканських націй 2021 - груповий етап | -    | 31' 64'  |
| 14-1-2022  | Бафусам      | Сенегал          | 0 – 0                   | Гвінея         | Кубок африканських націй 2021 - груповий етап | -    | 90'      |
| 4-6-2022   | Діамніадіо   | Сенегал          | 3 – 1                   | Бенін          | Відбір до Кубка африканських націй 2023       | -    | 87'      |
| 7-6-2022   | Кігалі       | Руанда           | 0 – 1                   | Сенегал        | Відбір до Кубка африканських націй 2023       | -    | 58'      |
| Усього     |              | Матчів           | 40                      |                | Голів                                         | 6    |          |

## Досягнення
- Володар Кубка Італії:

«Лаціо»: 2012–13
- Переможець Кубка африканських націй: 2021
- Срібний призер Кубка африканських націй: 2019